# La Pampa (tỉnh)
La Pampa là một tỉnh nằm ở miền trung Argentina, đây là một tỉnh có dân cư rất thưa thớt ở Argentina. Tỉnh này giáp ranh với các tỉnh San Luis, Córdoba, Buenos Aires, Río Negro, Neuquén và Mendoza.

## Liên kết
- Official (government) Website Lưu trữ ngày 8 tháng 8 năm 2006 tại Wayback Machine (Spanish)
- Provincial Tourist Office Lưu trữ ngày 25 tháng 7 năm 2005 tại Wayback Machine (Spanish)
- Universidad Nacional de La Pampa (Spanish)
- REGION Guide to La Pampa  (Spanish/English)
- Map of La Pampa and its Departamentos (out of date) Lưu trữ ngày 10 tháng 6 năm 2006 tại Wayback Machine